# Omaga
"Omaga" (estilizada com todas as letras minúsculas) é uma canção do cantor checo Benny Cristo. Representou a República Checa no Festival Eurovisão da Canção de 2021 em Roterdão, nos Países Baixos. Tal como o seu antecessor “Kemama” é uma abreviatura de “OK, Mama” (em português: «Ok, mãe»), o título “Omaga” é uma abreviatura de “Oh My God” (em português: «Oh, meu Deus!»). O videoclipe contém referências a Os Simpsons, Grease, The Shining, Pulp Fiction, Forrest Gump e Dirty Dancing, entre outros.

## Na Eurovisão
A canção foi selecionada para representar a República Checa no Festival Eurovisão da Canção 2021 em fevereiro de 2021, depois de Benny Cristo ter sido selecionado internamente pela emissora nacional Česka Televize. As meias-finais do concurso de 2021 contaram com o mesmo alinhamento de países determinado pelo sorteio para as meias-finais do concurso de 2020. A República Checa foi colocada na segunda semifinal, realizada a 20 de maio de 2021, e actuou na primeira metade do espetáculo mas a canção não foi apurada para a grande final.